# Prefektura Saitama

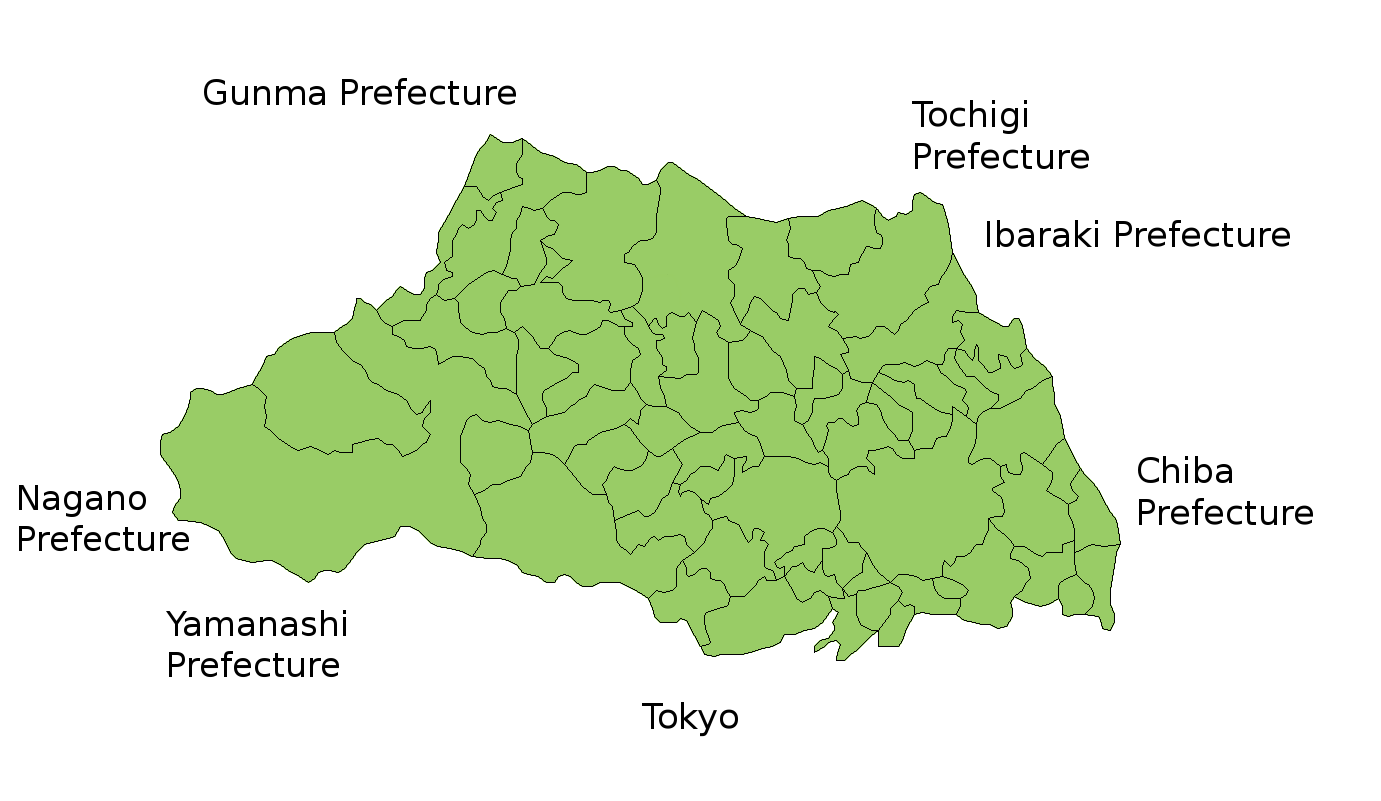
Mapa prefektury Saitama

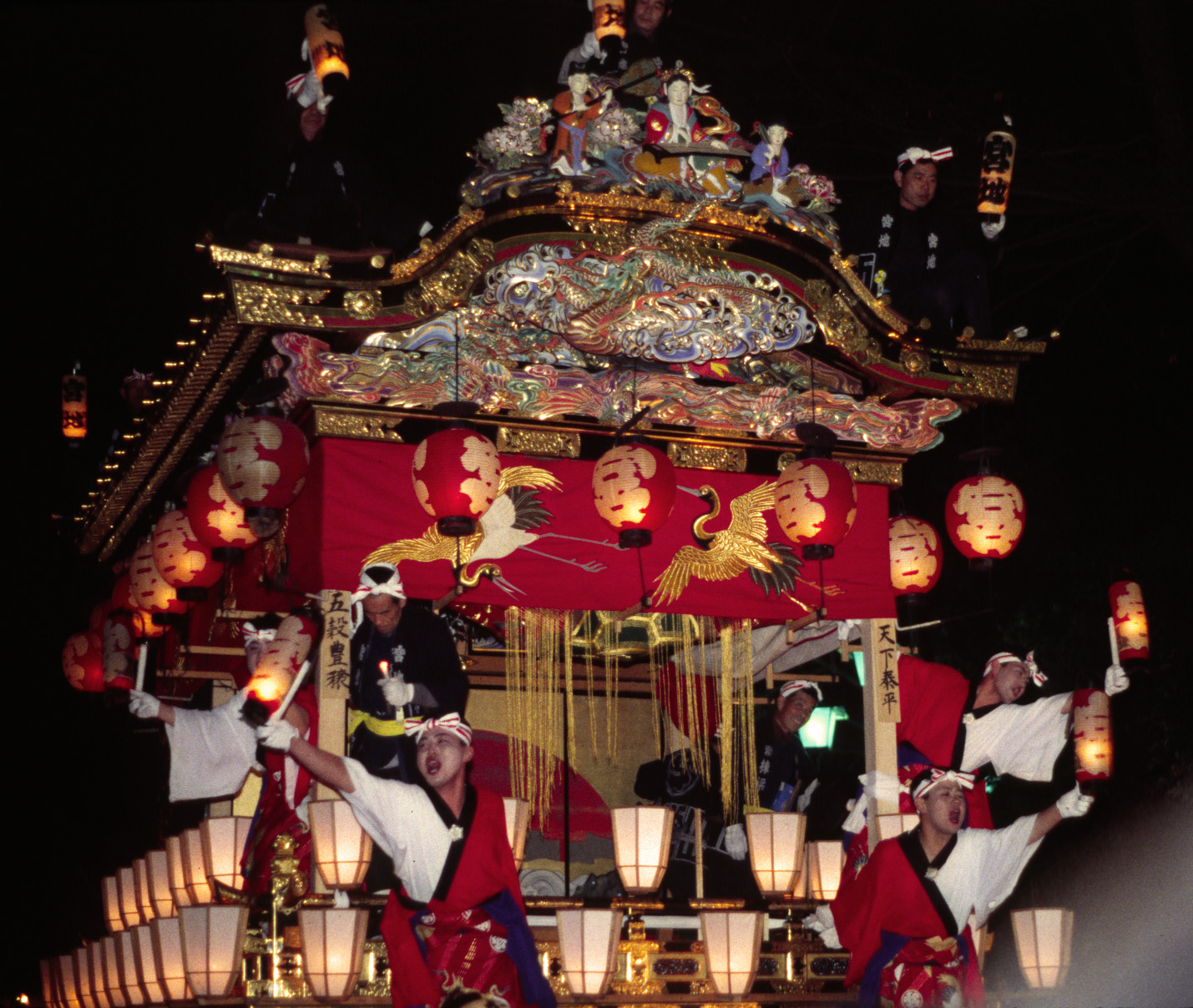
Noční slavnost v Čičibu

Prefektura Saitama (japonsky: 埼玉県, Saitama-ken) je jednou ze 47 prefektur Japonska. Nachází se v regionu Kantó na ostrově Honšú. Hlavním městem je Saitama.
Prefektura má rozlohu 3 797,00 km² a k 1. říjnu 2000 měla 6 938 006 obyvatel.

## Historie
Území dnešní prefektury dříve tvořilo část provincie Musaši. Saitama byla v minulosti známá jako úrodná zemědělská oblast zásobující potravinami region Kantó.
Když po druhé světové válce začalo prudce růst Tokio a moderní dopravní systémy umožnily denní dojíždění na delší vzdálenosti, vedl nedostatek pozemků v Tokiu k rapidnímu rozvoji sousední prefektury Saitama. Od roku 1960 se její populace skoro ztrojnásobila. Většina měst prefektury je dnes de facto rezidenčními a komerčními předměstími Tokia.

## Geografie
Saitama sousedí s prefekturami Tokio, Čiba, Ibaraki, Točigi, Gunma, Nagano a Jamanaši.

### Města
V prefektuře Saitama je 40 velkých měst (市, ši):
| - Ageo (上尾) - Asaka (朝霞) - Curugašima (鶴ヶ島) - Čičibu (秩父) - Fudžimi (富士見) - Fudžimino (ふじみ野), vzniklo spojením Kamifukuoky (上福岡) s městysem Ói (大井) 1. 10. 2005 - Fukaja (深谷) - Gjóda (行田) - Han'nó (飯能) - Hanjú (羽生) | - Hasuda (蓮田) - Hatogaja - Hidaka (日高) - Higašimacujama (東松山) - Hondžó (本庄) - Iruma (入間) - Jašio (八潮) - Jošikawa (吉川) - Kasukabe (春日部) - Kawagoe (川越) | - Kawaguči (川口) - Kazo (加須) - Kitamoto (北本) - Košigaja (越谷) - Kónosu (鴻巣) - Kuki (久喜) - Kumagaja (熊谷) - Misato (三郷) - Niiza (新座) - Okegawa (桶川) | - Saitama (さいたま hlavní město) - Sakado (坂戸) - Satte (幸手) - Sajama (狭山) - Sóka (草加) - Šiki (志木) - Toda (戸田) - Tokorozawa (所沢) - Wakó (和光) - Warabi (蕨) |